# Favorita (film)
Favorita este un film din 2018 în regia lui Yorgos Lanthimos și scris de Deborah Davis și Tony McNamara. Este o co-producție între Irlanda, Regatul Unit și Statele Unite ale Americii. Având loc la începutul secolului al XVIII-lea, povestea examinează relația dintre două verișoare care se luptă pentru a deveni favorita Reginei Anne. În rolurile principale joacă Olivia Colman, Emma Stone, Rachel Weisz, Nicholas Hoult, Joe Alwyn, James Smith și Mark Gatiss. Filmările au avut loc la Hatfield House, în Hertfordshire, și la Hampton Court Palace din Hampton Court, Surrey, între martie și mai 2017.
Filmul a avut premiera mondială la cea de-a 75-a Ediție a Festivalului Internațional de Film de la Veneția pe 30 august 2018, unde a câștigat două premii: Marele Premiu al Juriului și Cupa Volpi pentru cea Mai Bună Actriță (pentru Colman). Acesta a fost lansat în Statele Unite pe 23 noiembrie 2018, de Fox Searchlight Pictures, și în Regatul Unit și Irlanda pe 1 ianuarie 2019. Filmul a avut succes atât critic, cât și comercial, încasând peste 69 milioane de dolari la un buget de 15 milioane dolari, și a fost aclamat pentru scenariu, regie, cinematografie, design de costume și interpretări. 
Filmul, care a primit mai multe premii și nominalizări, a câștigat 10 premii British Independent Film Awards, inclusiv pentru Cel Mai Bun Film, Cea Mai Bună Actriță (Colman); Cea Mai Bună Actriță (Weisz); Cel Mai Bun Regizor și Cel Mai Bun Scenariu. A fost nominalizat la cinci Premii Globul de Aur, inclusiv Cel Mai Bun Film, și a fost clasat de către Institutul American de Film ca fiind unul dintre top 10 filme din 2018. Acesta a primit cele mai multe nominalizări decât orice alt film la cea de-a 72-a ediție a British Academy Film Awards, inclusiv pentru Cel Mai Bun Film, Cel Mai Bun Regizor, Cea Mai Bună Actriță într-un Rol Principal (pentru Colman), Cea Mai Bună Actriță într-un Rol Secundar (atât pentru Stone, cât și pentru Weisz) și Cel Mai Bun Film Britanic. De asemenea, a fost nominalizat în zece categorii la a 91-a ediție a Premiilor Oscar, inclusiv Cel Mai Bun Film, la egalitate cu Roma pentru cele mai multe nominalizări.

## Distribuție
- Olivia Colman ca Anne, Regina Marii Britanii
- Emma Stone ca Abigail Masham, Baroneasa Masham
- Rachel Weisz ca Sarah Churchill, Ducesă de Marlborough
- Nicholas Hoult ca Robert Harley, I Conte de Oxford și Earl Mortimer
- Mark Gatiss ca John Churchill, I Duce de Marlborough
- Joe Alwyn ca Samuel Masham, Primul Baron Masham
- James Smith ca Sidney Godolphin, I Earl de Godolphin
- Jenny Rainsford ca Mae